# Veinule à endothélium épais
Pour les articles homonymes, voir HEV.
Les veinules à endothélium épais (ou veinules postcapillaires à endothélium épais), que l'on trouve parfois sous l'appellation anglaise : High endothelial venules ou HEV, sont des vaisseaux permettant aux lymphocytes d'entrer dans les ganglions lymphatiques et dans certains autres organes lymphoïdes secondaires, à l'exception de la rate.